# 3010 Ushakov
3010 Ushakov eller 1978 SB5 är en asteroid i huvudbältet som upptäcktes den 27 september 1978 av den ryska astronomen Ljudmila Tjernych vid Krims astrofysiska observatorium på Krim. Den har fått sitt namn efter Fyodor Ushakov.
Asteroiden har en diameter på ungefär 14 kilometer och den tillhör asteroidgruppen Themis.